# 黃可盈
黃可盈（英語：Flavia Wong Ho Ying，1995年8月10日—），香港女演員，中學畢業於灣仔嘉諾撒聖方濟各書院，其後升讀香港城市大學專上學院英文專業傳意副學士課程，後來升讀香港浸會大學傳理國際新聞系。2017年4月，為安全套品牌「岡本」拍廣告，引起不少人談論，並被稱為「岡本女神」。 自2017 年起活躍於香港YouTube頻道「冬OT」。

## 演出

### 電視劇
- 2015年：香港電台《獅子山下2015》：〈明月扁舟〉飾 周研[5][3][6]
- 2017年：香港電台《忘憂理髮店》：〈千鈞甩髮〉飾 義工
- 2017年：ViuTV《瑪嘉烈與大衛系列 前度》：〈剪不斷〉飾 Flavia
- 2018年：香港電台《新導演放映室》：〈劍道少女〉飾 左芳婷
- 2021年：ViuTV《大叔的愛》飾 Mary
- 2022年：ViuTV《百萬同居計劃》飾 菲姬
- 2023年：ViuTV《冰上火花》飾 方寶怡
- 2025年：ViuTV《弊傢伙！我要去祓魔》飾 小桃

### 電視廣告
- 2016年：撒隆巴斯
- 2016年：千色Citistore：生活色彩．歡欣傳送26周年慶
- 2017年：奇妙電視
- 2017年：岡本：熱愛運動系列（排球篇）[5][3]

### 電視節目主持
- 2016年：香港電台 《網聞解密》
- 2018-2019年：ViuTV 《Girls' Talk》
- 2019年：ViuTV 《北海道是咁Look》
- 2020年：ViuTV 《玩轉英語》
- 2023-年：ViuTV 《今昔補習社》
- 2024年：ViuTV 《贏在旅遊起跑線》
- 2024年：ViuTV 《今晚煮邊科》
- 2024年：ViuTV 《我們與金牌的距離》

### 電視節目演出
- 2019年：ViuTV 《晚吹—女學生·吹水班》 第27集嘉賓
- 2020年：ViuTV 《貼身36》演出者
- 2025年：ViuTV《足球女將》

### 網絡廣告
- 2016年：維特健靈《髮莽伊人》
- 2016年：WeLend《明禎探柯南》：〈長頸の危機〉
- 2016年：WeLend《明禎探柯南》：〈被詛咒的電話〉
- 2016年：Pandora《冬暖時光》
- 2017年：Microsoft Surface《青春宿舍》
- 2018年：Macadamia Hair HK
- 2018年：衛訊Wilson《朋友⋯我當你一世朋友⋯》
- 2018年：KFC《早餐戀人》

### 電台節目
- 2017年：香港電台 《我是你的後援會》－嘉賓

### 微電影
- 2020年：FHProductionHK 《屍家情人》

## 出版作品
- 2017年：《還原。黃可盈》寫真散文集[5][3][6]

## 軼事
在出版寫真散文集《還原。黃可盈》後，黃可盈被出版社「出一點」拖欠稿費逾一年。
2019年9月2日，反對逃犯條例修訂草案運動期間，黃可盈曾返回母校嘉諾撒聖方濟各書院支持師妹參與罷課，並提醒同為校友的時任行政長官林鄭月娥不忘「力行仁愛　實踐真理」的校訓。

## 外部連結
- 黃可盈的Instagram帳戶
- Flavia Wong 黃可盈的Facebook專頁